# 南海電3形電車 (軌道)
南海電3形電車（なんかいでん3がたでんしゃ）は、阪堺電気軌道の前身である南海鉄道（後に近畿日本鉄道を経て南海電気鉄道）が過去に保有していた軌道線向け電車である。
1924年に梅鉢鉄工所（101-110）と日本車両（111-120）で合計20両が製造された。1930年の形式称号改正後はモ101形モ101-モ120となった。

## 車体
車体は鋼製台枠と鉄材による骨組に木材による内外装を組み合わせた鉄骨木造構造で、屋根の側面に明かり取り窓と水雷型ベンチレータが並べられた深いレイルロード・ルーフ（二重屋根）を備え、中央部に大きな両開き扉が開口する窓配置D(1)4(1)D(1)4(1)D（D：客用扉、(1)：戸袋窓）の堂々たる14m級大型車体であった。
この窓配置は1923年より量産が開始された近隣の大阪市電1001形（旧1081形）の影響を強く受けたデザインである。だが、強いカーブを描き、3枚の前面窓の内で中央窓だけが上に拡大された前面形状など、全般的にはそちらよりもむしろ当時のアメリカのインターアーバンの影響が色濃い個性的な造形であった。
実際にも、専用軌道区間で高速運転される機会が多くインターアーバン的性格の強い阪堺線での使用に備え、台枠などの強度設計や出力等の点では大阪市1001形を上回っていた。もっとも、低床車故の台車部分の欠き取りが原因で台枠強度に問題のある部分があり、初期に台枠垂下が発生したとされる。
その対策として、当初は各座席下に8インチのチャンネル材を2本ずつ入れて補強し、更に1943年頃には軽量化目的でチャンネル材をテンションロッドに交換している。もっともこれは強度不足であったことから、最終的に1952年頃より順次腰板部に鉄板を入れ、妻構を鋼製化するという、大がかりな車体更新を行うことで解決が図られている。
こうした改良工事や更新工事を含む、入念かつ良好な整備もあって最後まで美しい姿を保ったままであった。
塗装は新造以来廃車までダークグリーンに扉と窓枠をニス塗りで仕上げた当時の南海標準色で終始した。
車内照明は白熱電球によるシャンデリアが用いられ、戦後に笠が付けられたという。

## 主要機器

### 台車
大阪市が1001形に導入して好評を博していたのと同系の低床式軸ばね式2軸ボギー台車である米国J.G.Brill製 Brill 77E1 が採用された。
この台車は一体鍛造による側枠に、ブリルの特許によるグラジエート・スプリングと呼ばれる板ばねとコイルばねを巧妙に組み合わせた枕ばね機構を備え、揺れ枕釣りとしてツインリンク式と称するリンク機構を採用、更に蛇行動を抑止するボルスター・ガイド（トラニオン・タイロッド）と称する現在のボルスタアンカーに相当する機構も内蔵するなど、当時の先端技術を惜しみなく投入した最新型である。この台車はその後、その設計を簡略化、あるいは構造部材の製法を変更した模倣品が日本における事実上の路面電車用標準台車となるほどの普及を示しており、一時代を画した傑作と評されている。

### 電装品
主電動機には吊り掛け式のゼネラル・エレクトリック(GE)社製 GE-247-I 直流整流子式電動機が新造され、各台車に2基ずつ、合計4基装架されている。これにより、設計当時の路面電車としては最大級の高出力車となった。
なお、この GE-247-I をはじめとするGE社製電動機は非常に高品質であったと伝えられており、同級の芝浦製作所によるスケッチ生産品である SE-104 が戦中戦後の酷使で絶縁性能が低下しコイル巻き直しの必要が生じた際にも、同様に酷使されていたにもかかわらず、新造時のままの状態を保っていて摩耗部品の交換のみで使用が可能であったといい、これはその後本形式の電動機が他形式に転用され、70年以上の長期に渡ってほぼそのままの状態で使用され続ける一因となった。
主制御器は当時の南海鉄道南海線で使用されていた電1形の付随車化や総括制御化に伴う機器換装で発生した余剰品である、前述した4基の電動機を制御可能な、つまり大電流のオン・オフに耐える大型・大容量のウェスティングハウス(WH)社製 WH-403D 直接制御器が転用された。
なお、この制御器には1935年頃に界磁接触器が付加され、弱め界磁制御機能が追加されている。

### 集電装置
集電装置としては、阪堺線の架線方式が水道管等の電食対策として帰還線にも架線を用いる複架線式とされていた関係から、トロリーポールを2組ずつ使用する、いわゆるダブルポールとしている。

### ブレーキ
ブレーキは当初、他車から転用されたと考えられる非常直通ブレーキを搭載しており、ブレーキシリンダーは車体装架で、その基礎ブレーキ装置を構成するリンク機構の一部は台車外部に露出しており、本形式の台車の特徴となっていた。

## 運用

### 戦前
新造以来、阪堺線の主力車として重用され、後継であるモ151形以降の就役後もそれらに伍して運用され続けた。
なお、阪堺線が途中で単架線式に変更された関係で、前後のトロリーポールをそれぞれ1組ずつ順次撤去し、一般的なシングルポールへ改造されている。
また、1935年のモ201形モ201 - モ204新造の際に、主電動機の調達が間に合わなかったことから、本形式のモ112 - モ116から主電動機を2個ずつ供出している。

### 戦中
前述のとおり、軽量化のために座席下の台枠補強材がより軽いテンションロッドに交換され、また座席定員が新造時の44名から36名に削減された。

### 戦後
戦災で3両が被災し、戦後、車番を詰めてモ101 - モ117に整理されたが、その後も阪堺線の主力形式の一つとして長く運用された。
その間、架線がカテナリ吊架に変更された際に自社大和川検車区でポールの先端をY字状にして鉄道線用パンタグラフから転用したスライダーシューを取り付けた、通称Yゲルに変更された。
このYゲルはビューゲルやパンタグラフの購入費用の節約を目的として検車区員が考案したもので、ビューゲルと異なり方向転換不能で前後方向に各1基搭載せねばならないものの、ポールの主要部品を流用することもあってその製作コストは非常に低廉であったと伝えられている。
もっとも、戦中戦後に酷使されたことから、1950年代後半には本形式の車体は疲弊が目立つようになっており、代替用として当時最新のカルダン駆動車であるモ501形が新造され、まず車体更新を実施していなかったモ111・112・114・115の4両が1960年9月に廃車となった。
その後、安全性向上と不燃化を求める運輸省の指導で1962年9月にモ103・107・116の3両が廃車となり、GE-247-I などの一部機器がモ351形2両に流用され、さらに1964年9月にもモ104・106・110の3両について前年のモ351形モ353 - 355の新造に伴う代替廃車が実施された。
しかし、モ351形は台車を空気ばね台車とし、制御器も高価で複雑な油圧カム軸制御器とするなど、機器流用車といいながら非常に贅沢な設計としていたこともあり、予算面の制約から残存全車を更新することは困難であった。
そこで、1966年には本形式の台車と主電動機を、大阪市電から譲り受けた大阪市交通局1601形電車の車体と組み合わせてモ121形とする工事が開始され、同年12月のモ101・102を皮切りに、モ105・109（1967年3月）、モ108・113（1967年4月）、と順次廃車が進められた。
最後に残ったのはラストナンバーであるモ117で、同車は1967年4月23日のさよなら運転をもって営業運転から外され、同年8月までは車籍が残されていた。しかし結局保存されることもないまま同月15日をもって除籍され、程なく解体された。
このため、本形式は静態保存も含めて一切現存していない。